# The Pinnacle@Duxton
The Pinnacle@Duxton ist ein Komplex von sieben jeweils 50 Stockwerken in 156 Meter hohen Wohnhochhäusern im Stadtteil Tanjong Pagar von Singapore, die auf Höhe des 26. und des 50. Stockwerks durch je eine Außengalerie miteinander verbunden sind. Die Kette der Häuser beschreibt dabei eine Kurve, die man als Fragezeichen interpretieren kann.
Die Galerie im 26. Stockwerk ist für die Bewohner reserviert rund um die Uhr zugänglich, die obere im 50. Stockwerk ist nur von 9 bis 21 Uhr geöffnet, aber auch für Publikum. Die Besucherzahl ist dabei auf 150 Personen pro Tag und 50 Personen gleichzeitig begrenzt. Die Galerie im 26. Stockwerk dient auch zur Evakuierung im Notfall – man kann also über benachbarte Hochhäuser das eigene verlassen.
Die Fassaden der Längsseiten sind vertikal strukturiert. Dabei werden 5 verschiedene Außenwände der Wohnungen verwendet, mit einer anderen Reihenfolge bei jeder horizontalen und vertikalen Wiederholung. Damit wird die Eintönigkeit anderer Hochhäuser vermieden.
Die Gebäude wurden von 2005 bis 2009 als Teil des öffentlichen (sozialen) Wohnungsbaus durch das staatliche Housing and Development Board errichtet.
Die erste Tranche von 528 Wohnungen wurde am 29. Mai 2004 zum Verkauf angeboten.

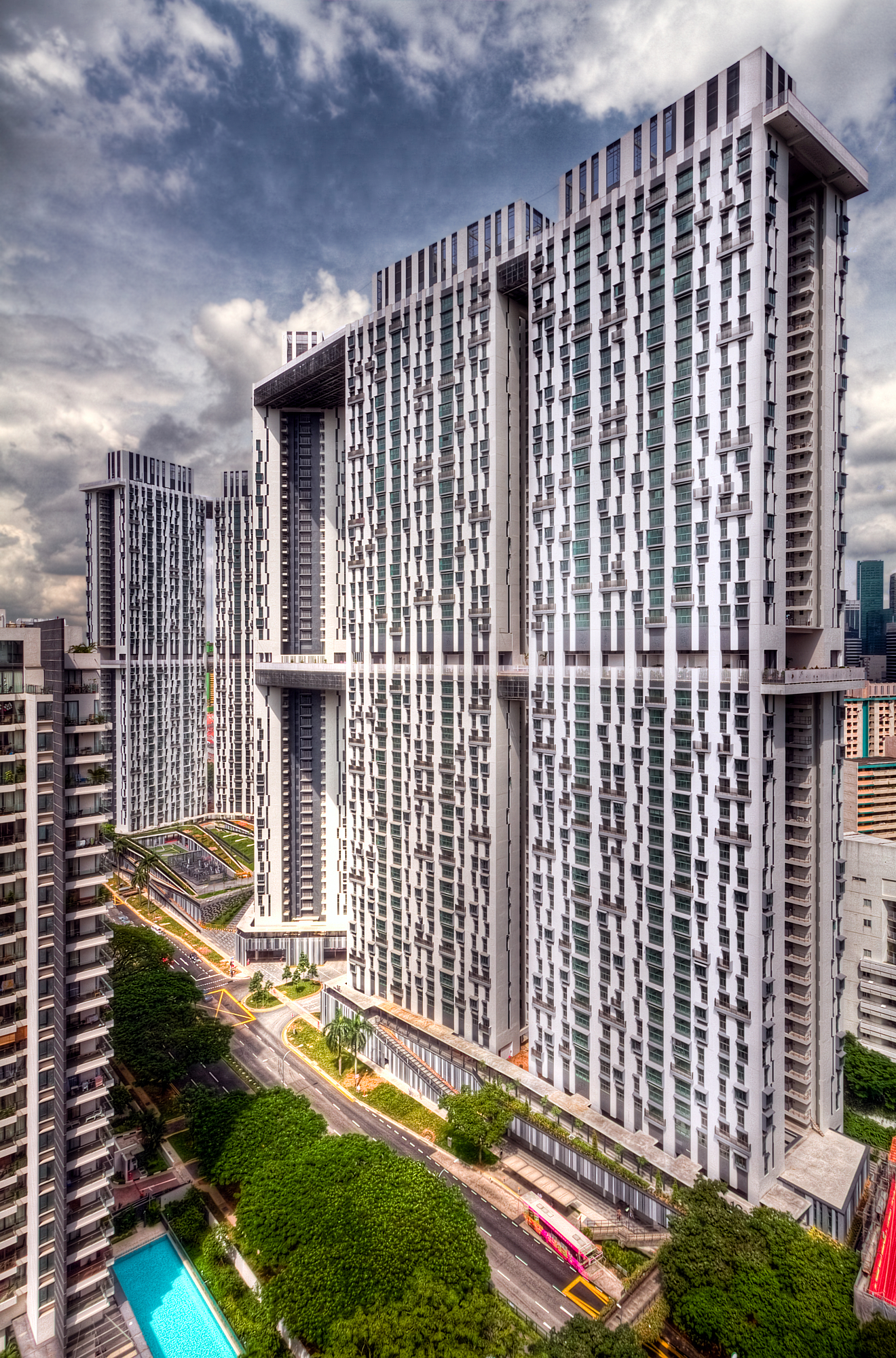
Fassaden, von Südwesten gesehen